# Embalse

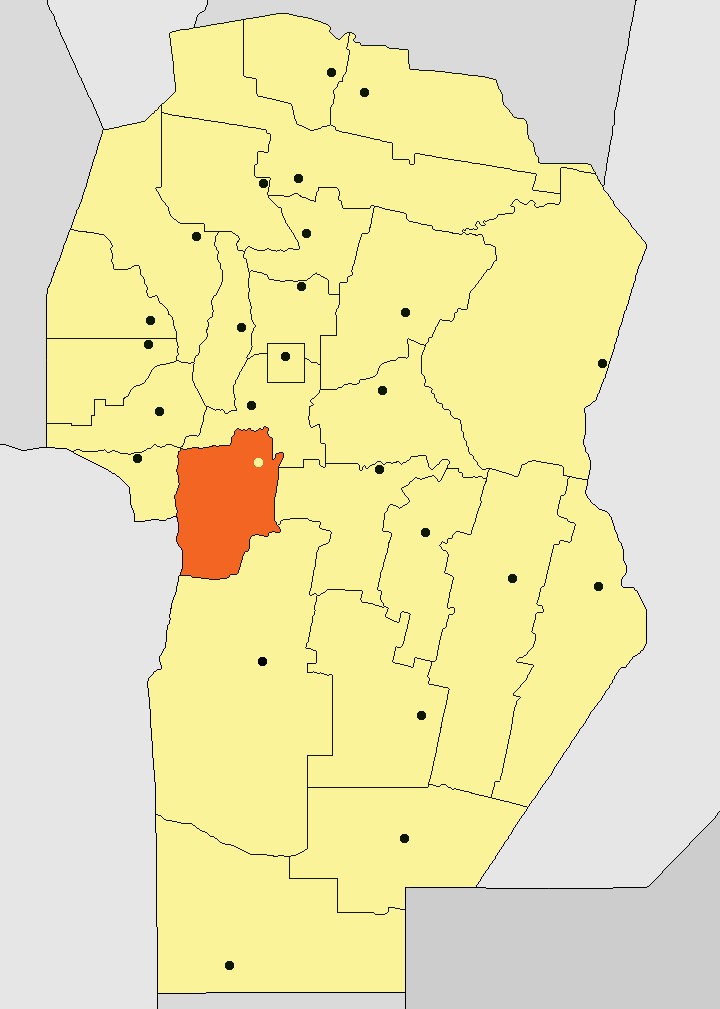
Localisation du département de Calamuchita dans la province

Embalse est une ville du centre de l'Argentine située dans le département de Calamuchita au sein de la province de Córdoba. Elle est le centre le plus important et la plus grande ville de ce département et se trouve au niveau du barrage du Río Tercero, sur la rivière Río Tercero.
- Date de fondation : 10 décembre 1911
- Gentilice : embalseña /o
- Altitude : 623 mètres
- Population : 7.415 habitants en 1991 - 8.400 en 2001

La ville est située à 100 km de Córdoba par la route provinciale 5 ou par la nationale 36. 